# Controversy (Natalia Kills)
Controversy è il primo singolo promozionale estratto dal secondo album in studio, Trouble, di Natalia Kills, ed è stato pubblicato il 13 settembre 2012.
La canzone, come detto da Natalia stessa durante una Tweeting Session su Twitter, è una lista di tutto ciò che è sbagliato nella nostra generazione.

## Video
Il video è molto semplice, arricchito da modifiche al computer tutte a tema tecnologico e a tratti si vedono immagini di persone che rendono il concetto della canzone più forte. Si vede Natalia muoversi davanti a uno sfondo grigio, cambiando spesso d'abito. Questo per tutta la durata del video. Alla fine si vede Natalia aprire la bocca, da cui esce una farfalla.